# 잎반점

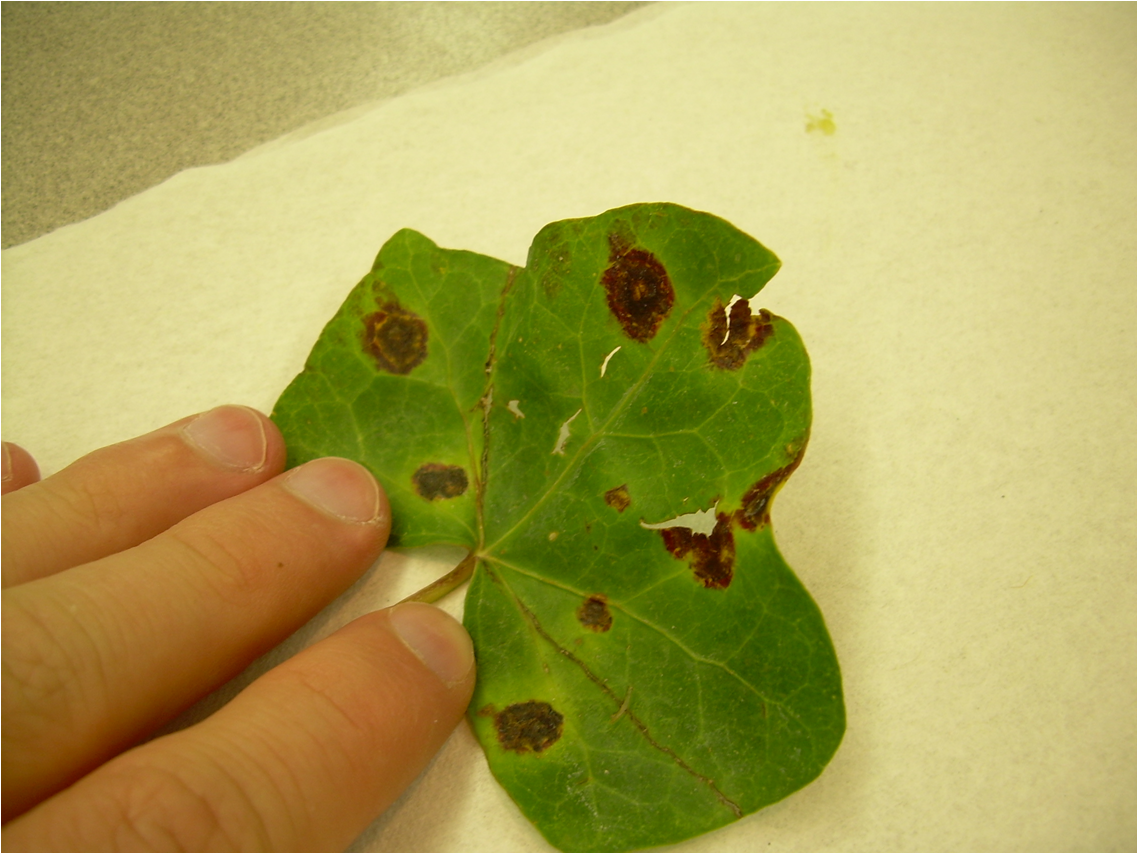
크산토모나스 호르토룸(Xanthomonas hortorum pv.hederae)에의한 잉글리시 아이비(English ivy, Hedera helix L.)의 잎반점

잎반점은 나뭇잎 또는 풀잎등에 흑갈색 또는 암갈색등의 반점이 생기는 현상이다. 일반적으로 식물병원균(植物病原菌)들에 의해서 나타난 경우를 특히 잎반점병 또는 세균반점병(植物病原菌)으로 정의하며 잎반점의 원인중 대부분을 차지할 수 있다. 곤충들의 식성(食性)에서 일부 잎반점이 발생할 수도 있다.

## 식물 탄저병
탄저병(炭疽病)은 농작물의 과실, 줄기, 잎에 누런 갈색의 병 무늬가 생기고 붉은색의 분생자(分生子) 덩어리가 생기는 병.

## 같이 보기
- 잔탄검